# جنوب إفريقيا في الألعاب الأولمبية الصيفية 2016
نافست جنوب أفريقيا في دورة الألعاب الأولمبية الصيفية 2016 في ريو دي جانيرو، البرازيل، من 05-21 أغسطس 2016. وكان هذا الظهور السابع على التوالي في تاريخ البلاد في دورة الألعاب في حقبة ما بعد الفصل العنصري، والظهور التاسع عشر في تاريخ الأولمبية الصيفية.